# Coolamon Shire
Coolamon Shire är en kommun i Australien. Den ligger i delstaten New South Wales, i den sydöstra delen av landet, omkring 380 kilometer väster om delstatshuvudstaden Sydney. Antalet invånare var 4 315 vid folkräkningen 2016.
Utöver huvudorten Coolamon hör även samhällena Ganmain, Marrar, Ardlethan, Mirrool, Matong och Rannock till Coolamon Shire.